# Ciglenica (Popovača)
Pour les articles homonymes, voir Ciglenica.
Ciglenica est un village de la municipalité de Popovača (comitat de Sisak-Moslavina) en Croatie. Au recensement de 2011, le village comptait 134 habitants.